# Associazione Sportiva Dilettantistica Villafranca Veronese
L'Associazione Sportiva Dilettantistica Villafranca Veronese, meglio nota come Villafranca, è una società calcistica italiana con sede a Villafranca di Verona. Dalla stagione 2023-2024 milita in Eccellenza Veneto.

## Storia
La società viene istituita nel 1920, restando attiva per le due decadi successive solo a livello locale.
Nel 1945, al termine del secondo conflitto mondiale, fu tra le diverse società che richiese e ottenne l'autorizzazione all'iscrizione in Serie C, che disputò regolarmente per le successive tre stagioni. Ottenne il miglior piazzamento finale nella stagione 1946-47, grazie al terzo posto nel girone G del campionato Nord.
Nel 1949, retrocessa in Prima Divisione, adottò la denominazione A.S. Aquila Valeggio e i colori rosso-celeste. Nel torneo, declassato nel 1952 al secondo livello regionale, rimase fino al 1954, venendo poi promossa in Promozione. Per le successive 18 stagioni, si mantenne regolarmente al massimo livello regionale, diventato Campionato Dilettanti nel 1957, Prima Categoria nel 1959 e di nuovo Promozione nel 1970. Nel 1960 adottò la denominazione di A.C. Villafranca Veronese e gli storici colori blu-amaranto. Al termine della stagione 1965-66, risultò matematicamente retrocessa, dato il 14º posto nel girone A veneto, salvo poi essere ripescata al termine del campionato. La stagione successiva, terminò lo stesso girone al 2º posto, registrando il miglior risultato finale ottenuto sino ad allora nella categoria.
Al termine della stagione 1971-72 venne retrocessa in Prima Categoria, scesa al secondo livello regionale. In seguito, ricomparve in Promozione nella sola stagione 1978-79.
Nel 1982 si presentò in Promozione la formazione villafranchese dell'U.S. Pollo Miglioranza, in colori bianco-blu, che doveva il suo nome a un'impresa di alimentari locale. Rimase nella categoria per 8 stagioni, con piazzamenti per lo più a metà classifica. Ottenne il miglior risultato finale nella stagione 1988-89, col 2º posto nel girone A veneto. Al termine della stagione successiva, rinunciò a reiscriversi al campionato.
Nel 1991 venne promossa nella neonata Eccellenza la storica A.C. Villafranca Veronese, che tuttavia rimase nella categoria una sola stagione, per venire poi retrocessa in Promozione. Rimase nella categoria fino al 1994, per poi ritornare nel 1997 col nome di A.S. Villafranca Veronese. Tra il 2006 e il 2008, disputò per tre volte di seguito il play-off intergirone, a frutto di tre piazzamenti consecutivi in campionato al 3º posto. Al terzo tentativo, ottenne la vittoria finale e la conseguente promozione in Eccellenza.
Dal 2008 la squadra ha intrapreso un lungo percorso altalenante tra Eccellenza e Serie D, fatto di 4 promozioni dall'Eccellenza e 3 retrocessioni dalla Serie D. Ha ottenuto il miglior piazzamento finale nella stagione 2009-10, al debutto in Serie D, col 10º posto nel girone C. In due occasioni, ha ottenuto il ripescaggio in Serie D: la prima al termine della stagione 2010-11, dopo aver perso i play-out del girone B contro la Caratese, scampando di un anno alla retrocessione; la seconda nella stagione 2017-18, dopo aver perso i play-off nazionali di Eccellenza in finale, contro il Ladispoli, ottenendo ugualmente la promozione.

## Cronistoria
Fonti:

## Colori e simboli
I colori della maglia del Villafranca sono il blu e l'amaranto. Lo stemma consiste in uno scudo svizzero a strisce alternate blu e amaranto, raffigurante una stilizzazione bianca del Castello Scaligero di Villafranca, più l'anno di fondazione della squadra, il 1920.

## Società

### Organigramma societario
Fonti:
- Roberto Cobelli - Presidente
- Miodrag Vujovic - Vice Presidente
- Mauro Cannoletta - Direttore Generale

## Allenatori e presidenti
Fonti:
| Allenatori - 1920-2004 ... - 2004-2010 Alberto Facci - 2010-2011 Alessandro Sturba - 2011-2012 Davide Pellegrini - 2012-2013 Giacomo Lorenzini - 2013-2015 Cristian Soave - 2015-2016 Sauro Frutti - 2016-2018 Giacomo Lorenzini - 2018-2019 Alberto Facci - 2019-2020 Giovanni Arioli Giorgio Adami - 2020-2022 Paolo Corghi - 2022-2023 Filippo Damini / Manuel Spinale - 2023-2024 Manuel Spinale / Paolo Corghi - 2024-2025 Luca Bozzini | Presidenti - ?-1992 Agostino Cordioli - 1992-? Arturo Cordioli - ?-2020 Mirko Cordioli - 2020-oggi Roberto Cobelli |

## Palmarès

### Competizioni regionali
- Eccellenza: 3

2008-2009, 2013-2014, 2021-2022 (girone A)
- Coppa Italia Dilettanti Veneto: 1

2023-2024

## Statistiche e record

### Partecipazione ai campionati nazionali
| Livello | Categoria | Partecipazioni | Debutto   | Ultima stagione | Totale |
| ------- | --------- | -------------- | --------- | --------------- | ------ |
| 3º      | Serie C   | 3              | 1945-1946 | 1947-1948       | 3      |
| 4º      | Serie D   | 5              | 2014-2015 | 2022-2023       | 5      |
| 5º      | Serie D   | 3              | 2009-2010 | 2011-2012       | 3      |

### Partecipazione alle coppe nazionali
| Competizione         | Partecipazioni | Debutto   | Ultima stagione | Totale |
| -------------------- | -------------- | --------- | --------------- | ------ |
| Coppa Italia Serie D | 7              | 2009-2010 | 2022-2023       | 7      |